# Hillesheim (Much)
Hillesheim ist ein Ortsteil der Gemeinde Much im nordrhein-westfälischen Rhein-Sieg-Kreis.

## Lage
Hillesheim liegt im Wahnbachtal und an der Landesstraße 189. Nachbarorte sind Steinhaus und Herchenrath im Osten.

## Geschichte
1901 hatte der Weiler 52 Einwohner. Haushaltsvorstände waren der Ackerer Joh. Josef Franken, Ackerer Heinrich Klein, Ackerer Peter Josef Kurtsiefer, Dachdecker Peter Josef Kurtsiefer, Ackerer Daniel Lemmer, Dachdecker Joh. Müller und Ackerer Wilhelm Schmitt.